# Alara
Alara (... – 765 a.C. circa) è stato un sovrano del regno di Kush.
Generalmente è considerato il fondatore della dinastia reale Napatan. Unificò tutta la Nubia da Meroe alla terza cateratta e fu probabilmente attestato al tempio di Amon a Kawa . Alara istituì inoltre Napata come la capitale religiosa della Nubia.
Viene ricordato come il diretto precursore della XXV dinastia di faraoni di origine nubiana che per circa un secolo controllò la quasi totalità dell'Egitto. Tuttavia Alara non era un re della XXV dinastia, perché durante il suo regno non controllò mai alcuna regione dell'Egitto, a differenza dei suoi due diretti successori: Kashta e Pianki.
La letteratura nubiana gli attribuisce un regno duraturo, poiché i successivi re della Nubia pregavano di avere un regno lungo come quello di Alara. La sua persona era anche al centro del mito delle origini del regno di Kush, che fu poi ampliato con nuovi elementi col passare del tempo. Alara era una figura profondamente riverita nella cultura nubiana, ed è stato il primo re della Nubia il cui nome è arrivato agli studiosi.

## Biografia
Il nome di Alara compare in una stele, eretta da Taharqa; nell'iscrizione il nome è preceduto dagli epiteti di principe e figlio di Ra, forme che, usualmente, precedevano il praenomen nella titolatura dei sovrani egizi.
Il regno di Kush, termine con cui gli egizi indicavano la Nubia, si era andato formando sotto la guida di dinasti locali, con il progressivo ritiro delle guarnigioni egizie durante la XXI dinastia.

Quando, all'inizio della XXII dinastia, il tentativo della casta sacerdotale di Tebe (guidata dai discendenti di Herihor) di opporsi ai sovrani libici fallì, il regno di Kush divenne la terra d'esilio dei fuggitivi.

In breve tempo gli esuli dettero vita ad un regno, culturalmente egizio, fortemente teocratico e tradizionalista pur iniziando a mescolarsi, attraverso matrimoni, alla popolazione locale ed assumendone i nomi. Una delle tradizioni nubiane che la nuova dinastia assorbì fu la regola della trasmissione del regno da fratello a fratello, prima che da padre a figlio, ed in effetti Alara fu seguito dal fratello Kashta, considerato il vero fondatore della dinastia.
|                |    |         |   |
| \| \| \| \| \| |    |         |   |
|                |    |         |   |
| i              | A1 | E23 · r | i |

| i | A1 | E23 · r | i |

|                |    |         |   |
| \| \| \| \| \| |    |         |   |
|                |    |         |   |
| i              | A1 | E23 · r | i |

| i | A1 | E23 · r | i |

ilr - Alara

## Alara nelle fonti storiche
L'esistenza di Alara è documentata per la prima volta nella stele di geroglifici della regina Tabiry che era la figlia di Alara e della regina Kasaqa, sua moglie. Siccome Tabiry era la moglie di Pianki, e il diretto predecessore di costui era Kashta, Alara era molto probabilmente il predecessore di Kashta. Anche se ad Alara non viene assegnato un titolo reale all'interno della stele della regina Tabiry, il suo nome era scritto nella forma di un cartiglio, confermando che era effettivamente un re Kushita. Alara è anche menzionato come il fratello della nonna di Taharqa nelle iscrizioni Kawa IV righe 16f (ca. 685 BC) e VI, righe 23f. (ca. 680 BC)
Un archeologo della Nubia, Timothy Kendall, ha affermato che Alara è il re 'Ary' Meryamun il cui Anno 23 è scritto su una stele oggi frammentata proveniente dal tempio di Amon a Kawa. Tuttavia, l'egittologo ungherese László Török rifiuta questa visione e crede che Ary era invece Aryamani, un re Kushita della XXV dinastia sia molto successivo a Alara, sulla base del testo e dello stile della stele. Le teorie di Kendall non sono accettate anche da altri studiosi.

## Tomba
Alara fu succeduto al potere da Kashta, che estese l'influenza della Nubia a Elefantina e Tebe. Fu seppellito nel cimitero reale di El-Kurru, a valle di Napata, mentre sua moglie, la regina Kasaqa, fu seppellita nella tomba Ku.23 (El-Kurru 23). La sua tomba era posizionata a fianco alla tomba Ku.9, che si presume essere di Alara stesso.
Kendall nota che l'occupante di Ku.9 (probabilmente Alara): 
Török concorda e scrive: 
riferendosi a el-Kurru, il sito di sepoltura reale dei primi re Kush.